# Florence Marryat
Florence Marryat (épouse Church puis Lean), née le 9 juillet 1833 à Brighton, dans le Sussex de l'Est, et morte le 27 octobre 1899 à Londres, est une femme de lettres et actrice britannique. Elle est également proche des milieux spiritualistes et des médiums spirites.

## Biographie
Florence Marryat est la plus jeune fille et dernier enfant du capitaine Frederick Marryat et de son épouse Catherine Shairp of Houston. Elle est éduquée à domicile. Après la séparation légale de ses parents, elle vit alternativement avec l'un et l'autre, mais préfère son père.
Le 13 juin 1854, elle épouse Thomas Ross Church (1831–1926), un officier d'état-major de l'Armée des Indes britanniques. Elle s'installe donc avec lui en Inde et voyage à travers tout le sous-continent avant de regagner le Royaume-Uni en 1860. Le couple, qui divorce en 1879, a sept enfants qui survivent jusqu'à l'âge adulte. Le 5 juin 1879, elle épouse le colonel Francis Lean (1832?–1902) des Royal Marines. Si ses deux époux lui survivent, son testament partage ses biens entre deux de ses enfants et un « compagnon proche » avec qui elle vivait à la fin de sa vie.
Pendant sa carrière, Florence Marryat écrit plus de soixante-quinze romans. Le premier (Love's Conflict) remonte à 1865 et est écrit pour distraire ses enfants atteints de la scarlatine. La plupart de ses romans, des romans sentimentaux, présentent des personnages féminins qui incarnent les valeurs morales victoriennes, tout en se révélant indépendantes et actives sur le marché du travail. Traduits en de nombreuses langues, les romans et nouvelles de Florence Marryat contribuent à créer l'image d'une femme britannique dynamique et volontaire. Certains de ses titres abordent par ailleurs le fantastique, mais toujours dans une perspective où la femme tient un rôle à part entière dans le récit plutôt que d'être une simple victime secourue par le héros. 
Dramaturge, Florence Marryat écrit des pièces de théâtre qu'elle fait jouer, comme Her World Against a Lie en 1881. Elle publie également des essais, notamment Gup (1868) qui raconte la vie de garnison en Inde et Tom Tiddler's Ground (1886) qui fait le récit d'un de ses voyages aux États-Unis. Rédactrice en chef du magazine London Society entre 1872 et 1876, elle dirige en outre une école de journalisme.
Elle se convertit au catholicisme dans les dernières années de sa vie. Elle s'intéresse pendant cette période au spiritualisme et au spiritisme à partir de 1873. Elle devient une habituée des cercles spirites où elle se fait appeler de ses noms de femmes mariées : Florence Church, puis Florence Lean, alors que Florence Marryat demeure, en hommage à son père, son nom de scène en tant qu'actrice et son nom de plume. Elle fréquente assidûment les médiums Florence Cook et Mary Showers, croyant qu'elle exerçait une influence positive lors des « séances » et aidait les médiums à obtenir de meilleurs résultats. Elle publie divers ouvrages sur ses expériences spirites, dont les romans The Risen Dead (1891) et The Dead Man’s Message (1894) ou les essais There is No Death (1891) et The Spirit World (1894),.
Florence Marryat est au nombre des dirigeants de la British National Association of Spiritualists, fondée en 1873 à Liverpool et installée ensuite à Londres. En 1891, elle prononce le discours d'inauguration des nouveaux locaux londoniens de la principale association spiritualiste de la ville la Marylebone Spiritualist Association.

## Œuvre

### Recueils de nouvelles
- Captain Norton’s Diary and other stories (1870)
- A Lucky Disappointment and other stories (1876)
- A Star and a Heart (1876)
- Hidden Chains (1876)
- The Poison of Asps (1876)
- A Moment of Madness and other stories (1883)
- The Ghost of Charlotte Cray and other stories (1883)
- Old Contrairy and other stories (1884)
- The Luckiest Girl in Yorkshire and other stories (1907)

### Ouvrages de littérature d'enfance et de jeunesse
- Sybil’s Friend and How She Found Him (1873)
- The Little Marine and the Japanese Lily (1891)

### Ouvrages écrits en collaboration
- Twenty Novelettes (1889)
- The Lost Diamonds (1891), écrit en collaboration avec Charles Ogilvie
- The Fate of Fenella (1892), collectif de 23 auteurs
- Seven Xmas Eves, being the Romance of a Social Revolution (1894)
- The Summer Holiday (1898)

### Pièces de théâtre
- Miss Chester (1871)
- Her World Against a Lie (1881)

### Mémoires
- Gup – Sketches of Anglo-Indian Life (1868)
- Life and Letters of Captain Marryat (1872)
- Tom Tiddler’s Ground (1886)

### Ouvrages de spiritualisme
- There is No Death (1891)
- The Clairvoyance of Bessie Williams (1893)
- The Spirit World (1894)